# Fundación Karisma

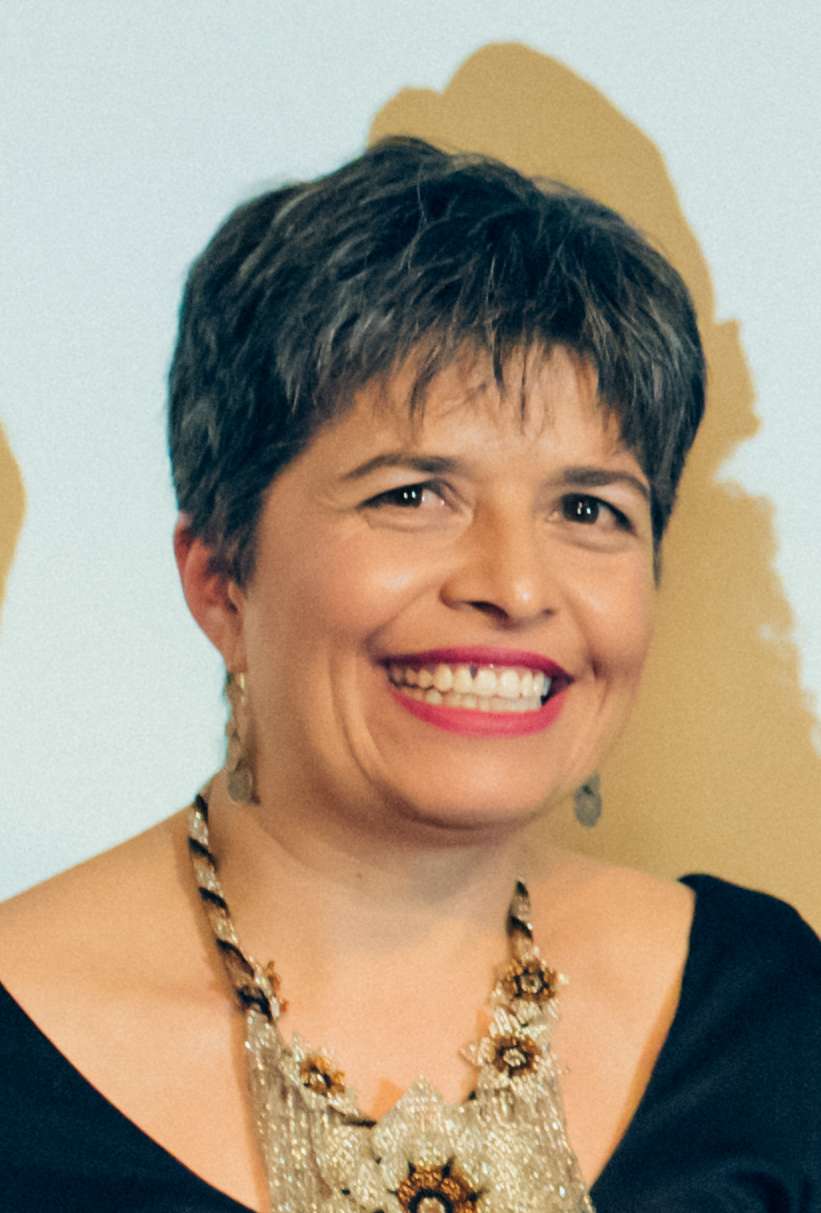
La abogada colombiana Carolina Botero es actualmente la directora de Fundación Karisma

Fundación Karisma es una organización sin ánimo de lucro con sede en Bogotá, Colombia que ha declarado como objetivo responder a las oportunidades y amenazas que surgen con la “tecnología para el desarrollo” para el ejercicio de los derechos humanos. Promueve la libertad de expresión, la privacidad, el acceso a la información y las equidades de género y social. Declara hacer activismo con múltiples miradas --legal, tecnológica y social -- en coaliciones con organizaciones locales, regionales e internacionales. 

## Historia
Fue fundada en 2003 por miembros de una misma familia quienes se propusieron a trabajar en temas de apropiación responsable de tecnología en el sector educativo. Durante los primeros años dio continuidad al proyecto de software y multimedia educativo Kimera (que había existido desde 1985), posteriormente su trabajo se centró en infraestructura para la educación (esencialmente adopción de herramientas de software educativo y plataformas de gestión de contenidos) incluyó pronto la reflexión sobre "lo abierto" (software libre y de código abierto y licencias abiertas para contenidos) como mecanismo para enfrentar las barreras del derecho de autor en los procesos pedagógicos. En 2009 se convierte en la institución afiliada de Creative Commons en Colombia.
Su trabajo cambió sustancialmente hacia el activismo y la incidencia en política pública en materia de libertad de expresión y acceso al conocimiento y la cultura cuando en 2011, se involucró en la reforma al derecho de autor que presentó el gobierno para cumplir el TLC con Estados Unidos. La mencionada reforma buscaba incluir un procedimiento de "Puerto Seguro" en la ley colombiana para exonerar de responsabilidad a los intermediarios de Internet. El proyecto de ley que se conoció como "Ley Lleras 1" fue presentado al Congreso y posteriormente archivado debido a la resistencia que se hizo desde la sociedad civil, especialmente desde el colectivo RedPaTodos, en donde se unieron Karisma con otras organizaciones y comunidades técnicas para promover participación y hacerse escuchar. A partir de esta experiencia y de la ausencia de voces que analizaran la convergencia de derecho y tecnología desde una mirada de derechos humanos en Colombia Fundación Karisma asumió este rol. 
Desde 2012 Karisma amplió su interés en general a trabajar por la defensa de un Internet libre, abierto, seguro e incluyente y así declara que trabaja también en temas de privacidad, seguridad digital y gobernanza de Internet y que para ello usa una perspectiva de género. Su interés en la apropiación responsable de tecnología se mantiene esencialmente con el proyecto Laboratorio de Innovación y Tecnología Sociales (Lab ITS) donde sigue explorando herramientas para el sector educativo y para pequeñas empresas del sector productivo.

## Proyectos
- Internet activa[5]
- ¿Dónde están mis datos?[6][7][8]
- Derechos en línea de las mujeres[9][10]
- Fresno digital[11]
- Institución afiliada en Colombia para impulsar el capítulo de Creative Commons Colombia[12]
- Genios de Internet[13]
- DoKumentos[14][15]
- Imagen del video realizado por Karisma para explicar el complejo concepto de Gobernanza de InternetParticipación en la Mesa Colombiana de Gobernanza de Internet[16]

## Publicaciones
- No Más Celus Vigilados[17]
- Fundación Karisma publica informe sobre Neutralidad de la red en Colombia[18]
- ¿Cómo se contrata en América Latina el acceso a Internet?[19]
- Cuando el estado hackea[20]
- ¿Es legítima la retención de datos en Colombia?[21]
- La gestión colectiva ante el desafío digital en América Latina[22]